# Europäische Akademie für Musik und Darstellende Kunst Palazzo Ricci, Montepulciano

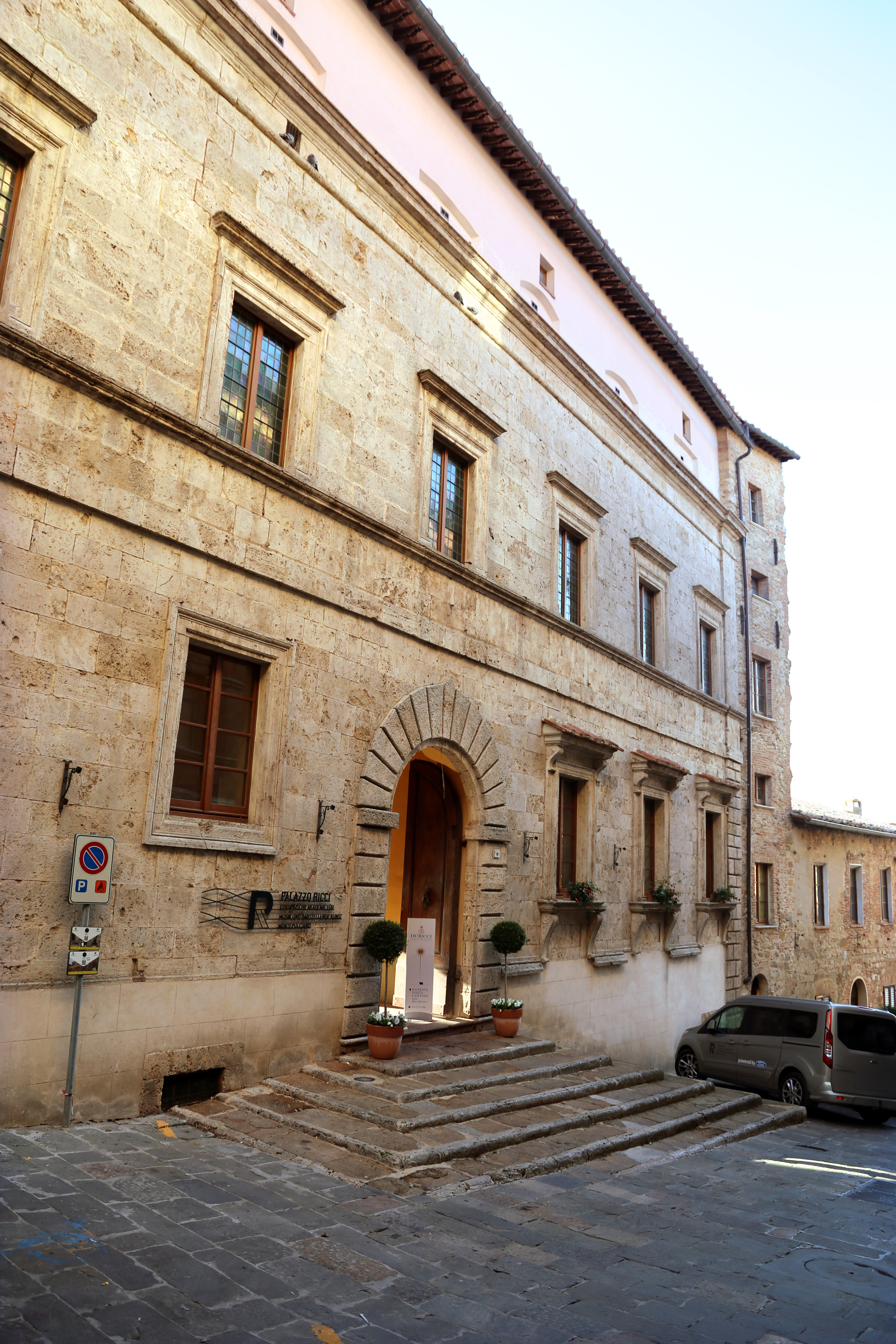
Palazzo Ricci (2017)

Die Europäische Akademie für Musik und Darstellende Kunst Montepulciano, auch benannt nach ihrem Sitz im Palazzo Ricci in der toskanischen Kleinstadt Montepulciano, ist das einzige deutsche Kulturprojekt in Italien, das schwerpunktmäßig der Musik gewidmet ist. Der Leitgedanke der Akademie besteht darin, analog zu anderen deutschen Kulturinstitutionen in Italien, Begegnungen zwischen jungen hochbegabten Künstlerinnen und Künstlern aus Europa zu ermöglichen.
Träger der Akademie ist die Hochschule für Musik und Tanz Köln. Die Geschäfte werden von dem im Jahr 2002 gegründete Verein Palazzo Ricci e.V. geführt, der seitdem den Ausbau und Fortschritt des Projektes sichert.

## Geschichte
Im Jahr 2000 erhielt die Hochschule für Musik und Tanz Köln dank eines Vertrages mit der Kommune Montepulciano die Möglichkeit, den um 1540 erbauten und nach seinem Auftraggeber, Kardinal Giovanni Ricci benannten Palazzo Ricci zur Nutzung übertragen zu bekommen und im Gegenzug die Restaurierung des Gebäudes zu übernehmen. Nach umfangreichen Restaurierungsarbeiten mit Hilfe von Sponsorengeldern wurde dieser im Juni 2001 als Europäische Akademie wieder eröffnet. Der Akademiebetrieb findet von Mai bis Oktober statt.
Ab dem Jahr 2010 wurde die Akademie um das neu gegründete Kolleg für Musik und Kunst Montepulciano erweitert, das eine akademische Einrichtung von Kunst- und Musikhochschulen des Landes Nordrhein-Westfalen ist und finanziell von dem Ministerium für Innovation, Wissenschaft und Forschung des Landes Nordrhein-Westfalen getragen wird. Beteiligt sind neben der Hochschule für Musik und Tanz Köln die Hochschule für Musik Detmold, die Robert Schumann Hochschule Düsseldorf, die Folkwang Universität der Künste in Essen, die Kunsthochschule für Medien Köln und die Kunstakademie Münster. Ziel dieser Einrichtung ist es, besonders qualifizierte Studentinnen und Studenten sowie Dozenten zu fördern und ihnen die Möglichkeit zu geben, spartenübergreifend wissenschaftlich und künstlerisch zu arbeiten.
Die Akademie wurde 2013 in die Liste der nach dem deutsch-italienischen Kulturabkommen begünstigten Kulturinstitute aufgenommen. Dies hat Zoll- und Steuererleichterungen zur Folge.

## Angebot
- Meisterkurse mit international renommierten Dozenten
- themenbezogene Projekte
- Stipendien
- Kongresse

### Kurse und Konzerte
Jährlich finden mehr als 40 internationale Meisterkurse und Projekte sowie die Konzertreihe I Concerti di Palazzo Ricci im freskengeschmückten Konzertsaal des historischen Palazzo Ricci statt. Durch das Engagement international renommierter Dozenten, die für ihre Arbeit in Montepulciano nur eine Aufwandsentschädigung und kein Honorar erhalten, kann mit einem geringen Etat ein anspruchsvolles Kursprogramm zu Bedingungen für die aus ganz Europa anreisenden Teilnehmer angeboten werden. Vermehrt wird die Akademie inzwischen auch von italienischen Kulturpartnern aus der Region in Anspruch genommen. Sie steht im Übrigen allen Kulturschaffenden für eigene Projekte zur Verfügung.

## Internationale Festwochen

### Internationale Festwoche Europäischer Musikhochschulen
Im Jahr 2007 wurde die Internationale Festwoche Europäischer Musikhochschulen ins Leben gerufen, die jedes Jahr Hochschulen aus verschiedenen Regionen Europas die Möglichkeit gab, sich musikalisch vorzustellen.

### Internationale Kammermusikwoche
Im September 2012 ist erstmals eine Internationale Kammermusikwoche für Ensembles und Einzelspieler mit internationalen Dozenten im Palazzo Ricci geplant.